# 경색증
경색증(梗塞症, infarction)은 조직의 혈액 공급이 방해를 받아 산소가 국소적으로 부족해짐에 따라 조직이 괴사하는 것을 말한다. 이로 말미암아 생긴 병변을 경색(梗塞, infarct)이라고 부른다.
경색의 영어 낱말 infarct는 "~에 채워넣음"을 뜻하는 라틴어 낱말 infarctus에서 유래하였다.
심근 경색은 심장 조직이 부분적으로 괴사한 것을 이르는 말이다.

## 연관 질병
경색증과 관련된 질병으로는 다음을 포함한다.
- 말초동맥질환
- 항인지질항체증후군
- 패혈증
- 거대 세포 동맥염 (GCA)
- 탈장
- 장염전
- 겸형 적혈구 빈혈증